# Alexander: The Other Side of Dawn
Alexander: The Other Side of Dawn è un film televisivo del 1977 diretto da John Erman.
Si tratta del sequel del film televisivo Dawn: Portrait of a Teenage Runaway.
Venne trasmesso dalla NBC il 16 maggio 1977.

## Trama
Alexander Duncan, un ragazzo di campagna, si trasferisce ad Hollywood sperando di diventare un attore e poter così poi sposare Dawn Wetherby, prostituta adolescente con cui è fidanzato e che spera di riabilitare.
Nulla di quanto sperato andrà per il verso giusto ed il ragazzo si ritroverà a dover intraprendere anch'egli il mestiere di prostituto.

## Novelization
Julia Sorel scrisse una novelization del film intitolata Alexander: The Other Side of Dawn.

## Accoglienza
Phil Hall di Film Threat lo ha definito "non un grande film" ma "una svolta, in qualche modo, nella televisione LGBT."